# Saint-Florent-sur-Auzonnet
Saint-Florent-sur-Auzonnet – miejscowość i gmina we Francji, w regionie Oksytania, w departamencie Gard.
Według danych na rok 1990 gminę zamieszkiwały 1363 osoby, a gęstość zaludnienia wynosiła 146 osób/km² (wśród 1545 gmin Langwedocji-Roussillon Saint-Florent-sur-Auzonnet plasuje się na 270. miejscu pod względem liczby ludności, natomiast pod względem powierzchni na miejscu 788.).